# 4e corps mécanisé
Pour les articles homonymes, voir 4e corps d'armée.
Cet article concerne le corps de 1940-1941. Pour le corps recréé en 1942, voir 3e corps mécanisé de la Garde.
Le 4e corps mécanisé est un corps mécanisé de l'Armée rouge au début de Seconde Guerre mondiale, détruit à l'été 1941 lors de l'opération Barbarossa.

## Historique
Le corps est formé de juin à août 1940 en Ukraine. Il comprend les 8e et 32e divisions de chars, la 81e division motorisée, le 3e régiment de motocyclistes et d'autres unités plus petites.
Commandé par le major-général Andreï Vlasov, il fait partie de la 6e armée du district militaire spécial de Kiev lorsque l'invasion allemande commence en juin 1941.  Il combat lors de la bataille de Brody. Il est détruit dans la poche d'Ouman en août 1941 avec la 6e armée et est officiellement dissous peu de temps après1.

## Commandants
- Major-général Mikhaïl Ivanovitch Potapov (04.06.1940 – 17.01.1941)[1]
- Major-général Andreï Vlasov (17.01.1941 – 07.1941)[1]